# Districtul Nagykáta
Nagykáta (în maghiară Nagykátai járás) este un district în județul Pest, Ungaria.
Districtul are o suprafață de 710,12 km2 și o populație de 74.168 locuitori (2013).